# The Lone Star
 (juillet 2025).
The Lone Star est un organe de presse bimensuel publié dans le comté d’El Paso, (Texas) de 1881 à 1886. Il est fondé et édité par Simeon Newman, un natif de Kentucky né en 1846. Connu pour ses positions combatives et réformistes, The Lone Star est un journal important dans le développement du comté,,,.
En 1881, Newman déplace son activité journalistique du Nouveau-Mexique vers le comté d’El Paso, en rebaptisant son journal The Lone Star. El Paso dispose déjà à cette époque de deux titres de presse: The El Paso Times et le El Paso Herald. The Lone Star est édité pour la première fois dans un bâtiment en 10 W. Overland Street à El Paso.

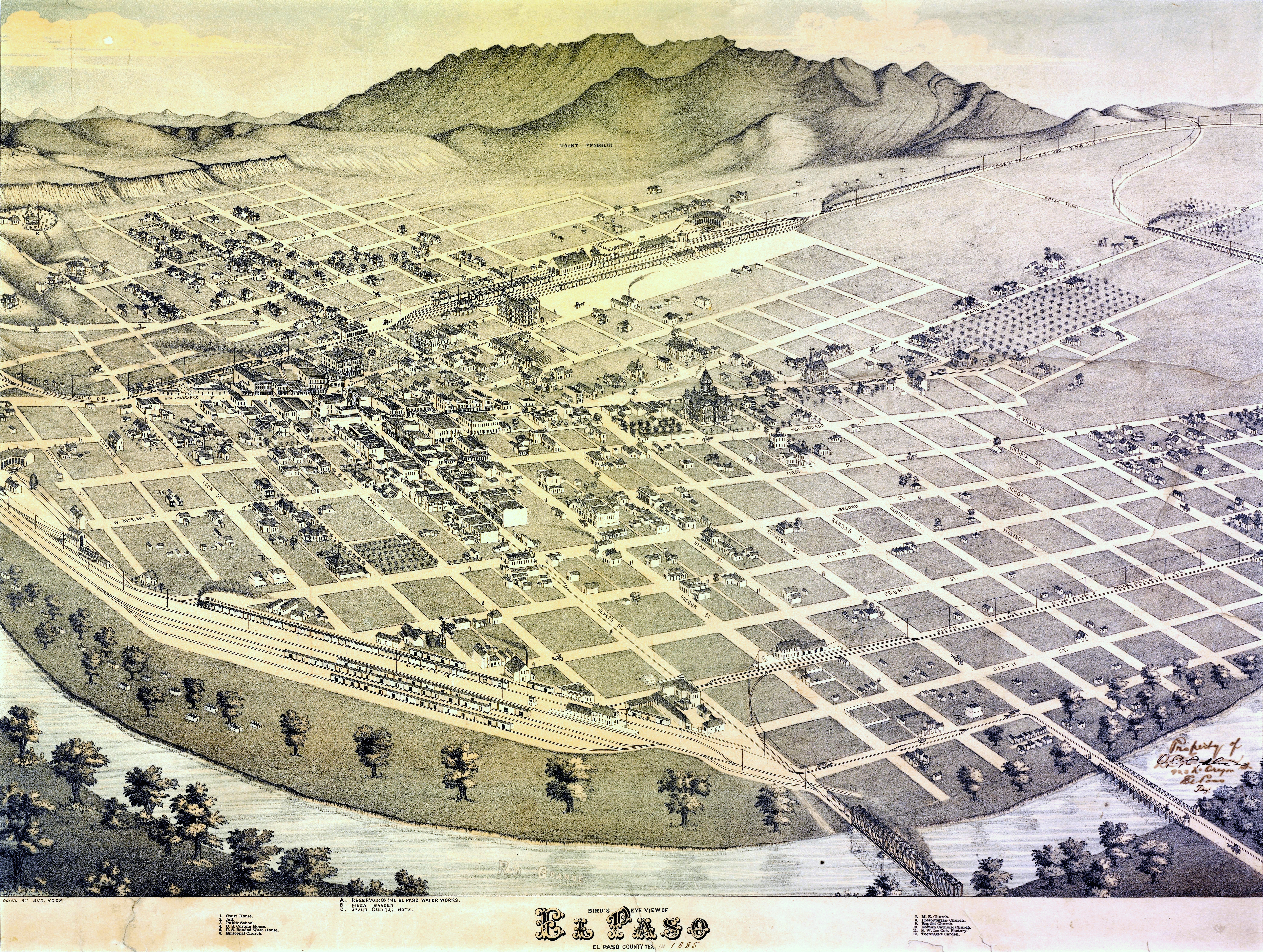
Vue de El Paso en 1886.

La publication du The Lone Star prend fin le 6 janvier 1886,.